# Emblemariopsis carib
Emblemariopsis carib es una especie de actinopterigio perciforme la familia Chaenopsidae propia de los arrecifes tropicales de Puerto Rico y las Islas Vírgenes, en el Mar Caribe. Alcanza una longitud de 1,5 centímetros SL.

## Etimología
El nombre de la especie hace referencia a los caribes, el nombre que recibían los nativos de la Antillas.